# Lac Sylvère (Saint-Donat)
Le Lac Sylvère est un plan d'eau douce de la municipalité de Saint-Donat, dans la municipalité régionale de comté (MRC) de Matawinie, dans la région administrative de Lanaudière, au Québec, au Canada.

## Géographie
Ce lac de près de 2,5 km de longueur, ayant un périmètre de 9,043 km, est situé à l'est du lac Croche, dans la municipalité de Saint-Donat.

## Hydrologie et bathymétrie
Les eaux du Lac Sylvère se jettent dans le Lac Pagé.

## Histoire
Autrefois appelé le "Lac Clair", son nom présent a été officialisé le 5 décembre 1968.

## Insolite
Vendredi le 24 juillet 2015, un homme a perdu sa prothèse au fond du lac Sylvère en faisant du ski nautique de type "bare foot".
Un appel à tous a été lancé sur les réseaux sociaux ("À la recherche de la prothèse à Max") afin de retrouver la prothèse et plusieurs plongeurs volontaires se sont donné rendez-vous pour cet événement.
Elle a finalement été retrouvée le 2 août 2015 à une profondeur de 25 m, à moitié enfoncée dans les sédiments.